# Глуховский сельсовет (Красногорский район)
Глуховский сельсовет — упразднённая административно-территориальная единица, существовавшая на территории Московской губернии и Московской области до 1954 года.
Глуховский с/с был образован в первые годы советской власти. В 1919 году Глуховский с/с входил в Павловскую волость Звенигородского уезда Московской губернии.
14 января 1921 года Павловская волость была передана в Воскресенский уезд.
По данным 1926 года в состав сельсовета входил единственный населённый пункт — село Глухово.
В 1929 году Глуховский с/с был отнесён к Воскресенскому району Московского округа Московской области. 
30 октября 1930 года Воскресенский район был переименован в Истринский район.
15 декабря 1930 года Глуховский с/с (селения Глухово и Лохино) был передан в Кунцевский район.
27 сентября 1932 года Глуховский с/с был передан в Красногорский район.
14 июня 1954 года Глуховский с/с был упразднён, а его территория передана в Ильинский с/с.